# 음력 9월 1일
음력 9월 1일은 음력 9월의  첫 번째 날이다.

## 사건
- 1592년 - 부산포 해전 발발.
- 2005년 - 대한민국 경상북도 상주시에서 상주 콘서트 압사 사고 발생.

## 문화
- 2016년 - 청주문화방송과 충주문화방송이 통합되면서 MBC충북으로 출범되었다.

## 탄생
- 1898년 - 대한민국의 독립운동가 엄항섭.
- 1958년 - 대한민국의 정치인 이정현.
- 1978년 -
  - 대한민국의 희극인 김용명.
  - 일본의 가수 하마사키 아유미.
- 1987년 -
  - 대한민국의 가수, 배우 서인국.
  - 대한민국의 성우 이새벽.
- 1994년 - 대한민국의 배우 박주현.

## 사망
- 1807년 - 조선 후기의 실학자 유득공.
- 2006년 - 대한민국의 제10대 대통령 최규하.

## 같이 보기
- 음력 360일: 1월 2월 3월 4월 5월 6월 7월 8월 9월 10월 11월 12월
- 전날:8월 30일 다음날:9월 2일 - 전달:8월 1일 다음달:10월 1일
- 양력:9월 1일
- 음력, 윤달